# Acalpican de Morelos
Acalpican de Morelos es una localidad del estado mexicano de Michoacán. Es parte del municipio de Lázaro Cárdenas.

## Toponimia
El nombre «Acalpican» proviene de los términos en náhuatl: acatl, carrizo; pixca, cosechar, pan, locativo. Su significado es «Lugar donde se cosechan los carrizos». El nombre «Morelos» rinde homenaje a José María Morelos, héroe de la Independencia de México.

## Demografía
| Gráfica de evolución demográfica |
|                                  |

| Censo | Población |
| ----- | --------- |
| 1910  | 226       |
| 1921  | 98        |
| 1930  | 80        |
| 1940  | 101       |
| 1950  | 146       |
| 1960  | 282       |
| 1970  | 446       |
| 1980  | 677       |
| 1990  | 1874      |
| 2000  | 1732      |
| 2010  | 1770      |
| 2020  | 1538      |